# Joaquín Navarro Perona
Joaquín Navarro Perona (Gavá, Barcelona, España, 2 de agosto de 1921 - Barbastro, Huesca, España, 5 de noviembre de 2002) fue un futbolista español que jugaba de defensa. Su hermano Alfonso también fue futbolista profesional.
Anotó el primer gol en la historia del Sabadell en primera división, fue en la temporada 1943-44, en el primer partido de liga jugado en Sevilla cuyo resultado fue de 5-2 Es el séptimo jugador del Sabadell con más partidos disputados en primera división, con un total de 103.
Debutó con la selección española en Madrid el 7 de diciembre de 1952 contra Argentina.
El 21 de octubre de 1953 en la celebración del 90 aniversario de la Federación Inglesa de Fútbol se celebró un partido internacional en el estadio de Wembley entre la selección inglesa y una selección de los mejores jugadores del resto del mundo i fue el primer español en jugar en una selección de la FIFA, junto a Di Stefano y Kubala. Después de este partido se le apodó el FIFO.

## Trayectoria
- 1939-41 Club de Fútbol Gavà
- 1941-42 FC Barcelona
- 1942-49 CE Sabadell
- 1949-57 Real Madrid

## Palmarés

### Títulos nacionales
| Título                     | Club            | País   | Año     |
| -------------------------- | --------------- | ------ | ------- |
| Copa del Rey               | F. C. Barcelona | España | 1942    |
| Primera División de España | Real Madrid     | España | 1953-54 |
| Primera División de España | Real Madrid     | España | 1954-55 |
| Primera División de España | Real Madrid     | España | 1956-57 |

### Títulos internacionales
| Título                      | Club        | País    | Año     |
| --------------------------- | ----------- | ------- | ------- |
| Copa de Campeones de Europa | Real Madrid | Francia | 1955-56 |
| Copa de Campeones de Europa | Real Madrid | España  | 1956-57 |

## Internacionalidades
- 5 veces internacional con España.